# Gare de Graffenstaden
La gare de Graffenstaden est une gare ferroviaire française située au sein de la zone industrielle de Geispolsheim, sur le territoire de la commune homonyme, près de la zone commerciale de la Vigie, à proximité de la commune d'Illkirch-Graffenstaden, dans la collectivité européenne d'Alsace, en région Grand Est.
C'est une halte voyageurs de la Société nationale des chemins de fer français (SNCF), du réseau TER Grand Est, desservie par des trains express régionaux.

## Situation ferroviaire

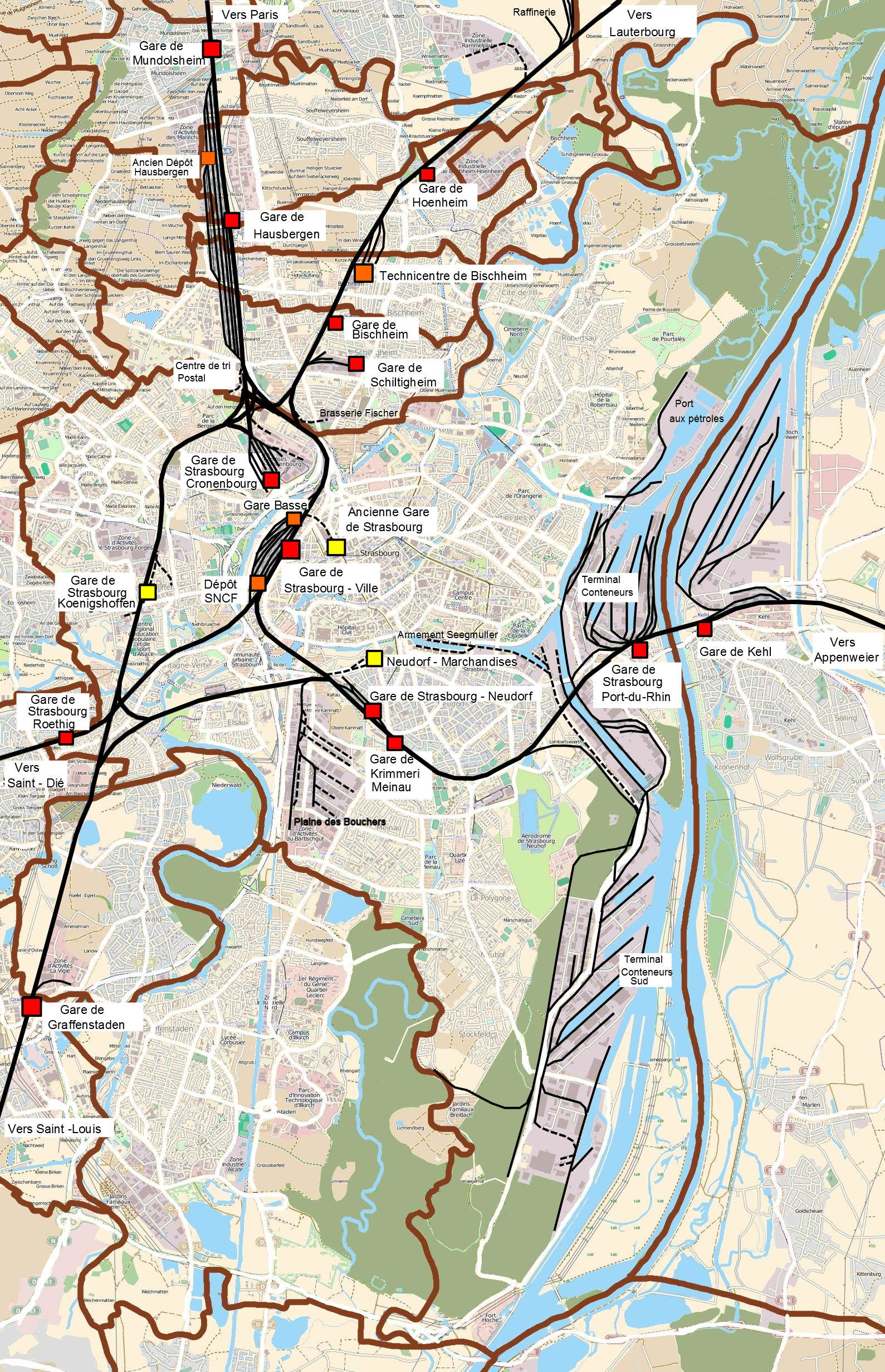
Plan du système ferroviaire de Strasbourg.

Établie à 144 mètres d'altitude, la gare de Graffenstaden est située au point kilométrique (PK) 6,977, de la ligne de Strasbourg-Ville à Saint-Louis, entre les gares de Strasbourg-Ville et de Geispolsheim.
Gare de bifurcation, elle constitue l'origine, au PK 0,000 des lignes de Graffenstaden à Hausbergen et de Graffenstaden à Strasbourg-Neudorf.

## Histoire
La première ligne de chemin de fer en Alsace, de Mulhouse à Thann, est ouverte en 1839 du fait de l'investissement de l'industriel alsacien Nicolas Koechlin. Ce pionnier va poursuivre son action avec le projet d'un chemin de fer, de Strasbourg à Mulhouse et à Bâle, qu'il a déjà prévu, sa demande de concession datant du 10 octobre 1837, il va y engloutir 85 % de sa fortune, néanmoins il réussit à mener le chantier à terme. La ligne est inaugurée par sections : le 19 octobre 1840 de Benfeld à Colmar, le 25 octobre 1840 de Mulhouse à Saint-Louis, le 1er mai 1841 de Strasbourg à Benfeld et le 15 août 1841 de Colmar à Mulhouse.
La gare de Graffenstaden, située sur le ban communal de Geispolsheim, est construite en 1844. Elle se trouve au milieu des champs.
Le 20 avril 1854, la Compagnie des chemins de fer de l'Est succède à la Compagnie du chemin de fer de Strasbourg à Bâle.
En 1867, un embranchement est construit entre la gare et l'usine de la Société alsacienne de constructions mécaniques (SACM) d'Illkirch-Graffenstaden.
En 1871, la gare entre dans le réseau de la Direction générale impériale des chemins de fer d'Alsace-Lorraine (EL), à la suite de la défaite française lors de la guerre franco-allemande de 1870 (et le traité de Francfort qui s'ensuivit). Les autorités allemandes prolongent l'embranchement de la Elsässische Maschinenbau-Gesellschaft Grafenstaden (qui a succédé à la SACM) jusqu'au fort Werder (actuel fort Uhrich), puis jusqu'aux dépôts de munitions du Rheingarten et de la Faisanderie.
Le 19 juin 1919, la gare entre dans le réseau de l'Administration des chemins de fer d'Alsace et de Lorraine (AL), à la suite de la victoire française lors de la Première Guerre mondiale. Puis, le 1er janvier 1938, cette administration d'État forme avec les autres grandes compagnies la SNCF, qui devient concessionnaire des installations ferroviaires de Graffenstaden. Cependant, après l'annexion allemande de l'Alsace-Lorraine, c'est la Deutsche Reichsbahn qui gère la gare pendant la Seconde Guerre mondiale, du 1er juillet 1940 jusqu'à la Libération (en 1944 – 1945).
En 1962, la gare dispose de plusieurs voies de service et d'un quai militaire.
Le bâtiment voyageurs de la gare est démoli dans les années 1990.
Depuis le 14 décembre 2009, le cadencement des trains TER Alsace est entré en service sur la ligne. En raison de la faible fréquentation de la gare de Graffenstaden, la fréquence de desserte prévue est d'un train par heure.
En 2012, la gare a une moyenne de 47 montées-descentes par jour de semaine.
En 2016, la gare a une moyenne de 70 montées-descentes par jour de semaine. Le maire d'Ostwald Jean-Marie Beutel souhaite que l’accessibilité et la visibilité de la gare soient améliorées afin de désengorger le secteur de la Vigie où la circulation automobile est particulièrement dense.

## Fréquentation
De 2015 à 2024, selon les estimations de la SNCF, la fréquentation annuelle de la gare s'élève aux nombres indiqués dans le tableau ci-dessous.
| Année     | 2015   | 2016   | 2017   | 2018   | 2019   | 2020   | 2021   | 2022   | 2023   | 2024   |
| --------- | ------ | ------ | ------ | ------ | ------ | ------ | ------ | ------ | ------ | ------ |
| Voyageurs | 35 392 | 29 117 | 28 914 | 27 446 | 33 255 | 17 816 | 18 085 | 26 235 | 44 905 | 50 646 |

## Service des voyageurs

### Accueil
Halte SNCF, c'est un point d'arrêt non géré (PANG) à accès libre. Elle dispose de deux quais, équipés chacun d'un abri et des écrans d'affichage. Ces derniers sont également présents sur leurs accès, permettent de visualiser les trains attendus et au départ. Le quai A permet d'emprunter les trains vers Strasbourg, et le quai B ceux vers Sélestat.
Une passerelle permet le franchissement des voies et le passage d'un quai à l'autre.

### Desserte
Graffenstaden est une halte voyageurs SNCF du réseau TER Grand Est, desservie par des trains express régionaux de la relation Strasbourg – Sélestat (voire Colmar).
La durée du trajet entre Graffenstaden et Strasbourg est en moyenne de 6 min.

### Intermodalité
Un parking pour les véhicules est aménagé à ses abords.
Le réseau d'autobus de la Compagnie des transports strasbourgeois dessert l'arrêt Graffenstaden Gare, par l'intermédiaire des lignes 57, 62 et 64, ainsi que par le transport à la demande zonal Flex'hop

## Service des marchandises
Cette gare est ouverte au service du fret (train massif seulement).
Le document de référence du réseau (DRR) pour l'horaire de service 2017 indique que la gare dessert une installation terminale embranchée.